# Юсуф аль-Кальбі
Абу'л-Футух Юсуф ібн Абдаллах аль-Кальбі (д/н–після 1019) — 7-й емір Сицилійського емірату в 989—998 роках.

## Життєпис
Походив з династії Кальбітів. Син еміра Абдаллаха. Після смерті батька у 989 році посів трон еміра Сицилії. У 991 році спробував захопити Тарент, але зазнав невдачі. Втім у 994 році вдалося захопити Матеру. Проте згодом через погіршення здоров'я став поступово менше приділяти уваги державним справ. Внаслідок цього відбувається посилення місцевої знаті, знову посилюються конфлікти між берберами і арабами, кайситами і кальбітами.
У 998 році зрікся трону на користь сина Джа'фара II. Остання згадка про Юсуфа відноситься до 1019 року, коли після загибелі Джа'фара II відмовився повертатися на трон, оголосивши еміром іншого сина — Ахмада.